# Oldendorf, Lüneburg
Oldendorf (Luhe) là một đô thị của huyện Lüneburg, bang Niedersachsen, Đức. Đô thị này có diện tích 32,69 km². 